# Mike DeCarlo

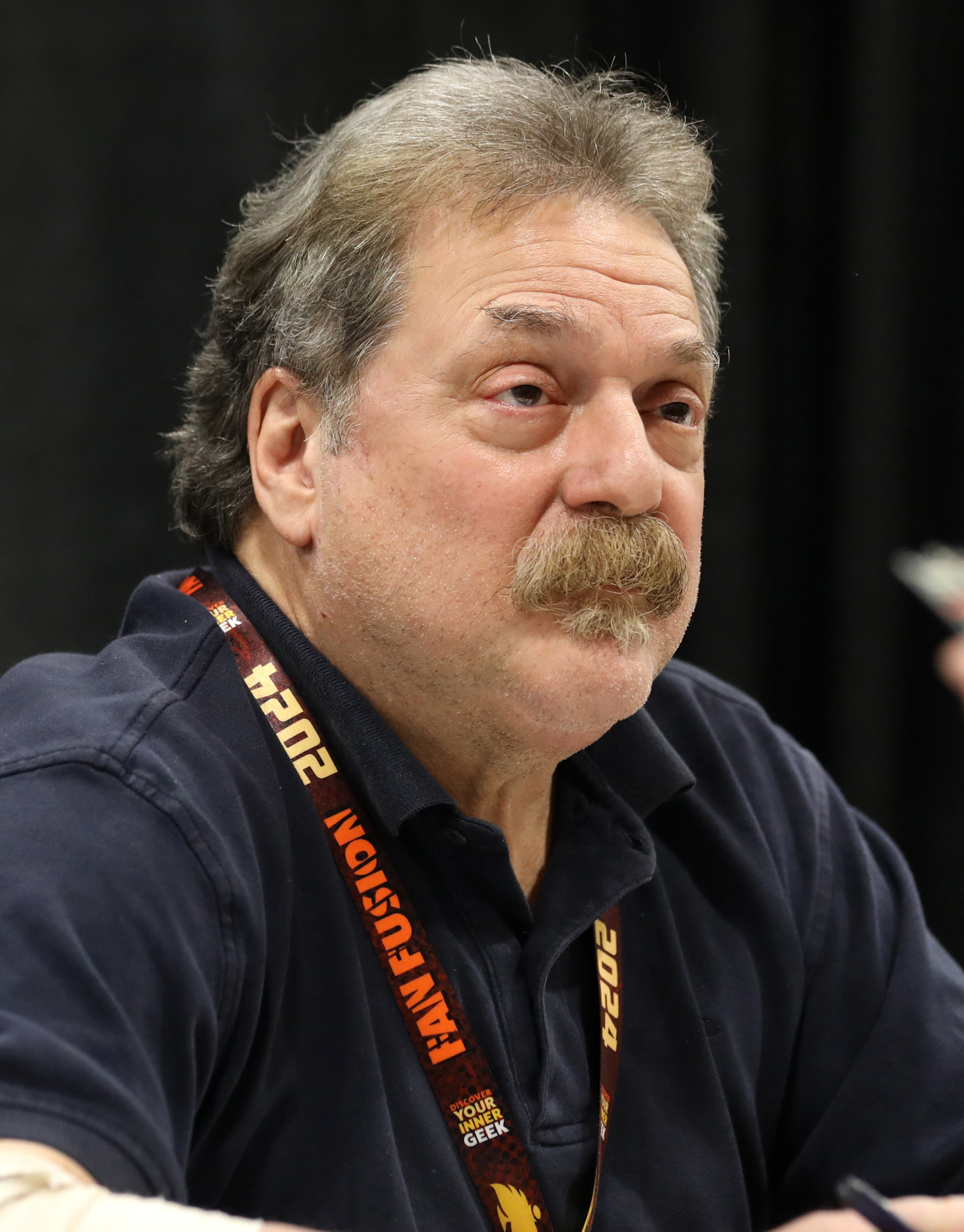
Mike DeCarlo, 2024

Mike DeCarlo (* 14. März 1957) ist ein US-amerikanischer Comiczeichner.

## Leben und Arbeit
DeCarlo ist seit den späten 1970er Jahren als professioneller Comiczeichner tätig. Dabei hat er sich überwiegend darauf spezialisiert, die Bleistiftzeichnungen anderer Zeichner als Tuschezeichner (Inker) zu überarbeiten und so für die drucktechnische Massenvervielfältigung aufzubereiten.
In der Vergangenheit hat DeCarlo unter anderem an Serien wie Batman, Booster Gold, Hawkman, Omega Men und Crisis on Infinite Earths für DC-Comics, Fantastic Four für Marvel Comics, den bei Bongo Comics erscheinenden Simpsons Comics sowie an diversen Comicadaptionen zu Warner Brothers Cartoons wie Looney Tunes, Animaniacs und Pinky and the Brain gearbeitet. Zu den Künstlern, deren Arbeiten DeCarlo besonders häufig überarbeitet hat, zählen unter anderem Jim Aparo, Dan Jurgens und Norm Breyfogle.